# 五観の偈

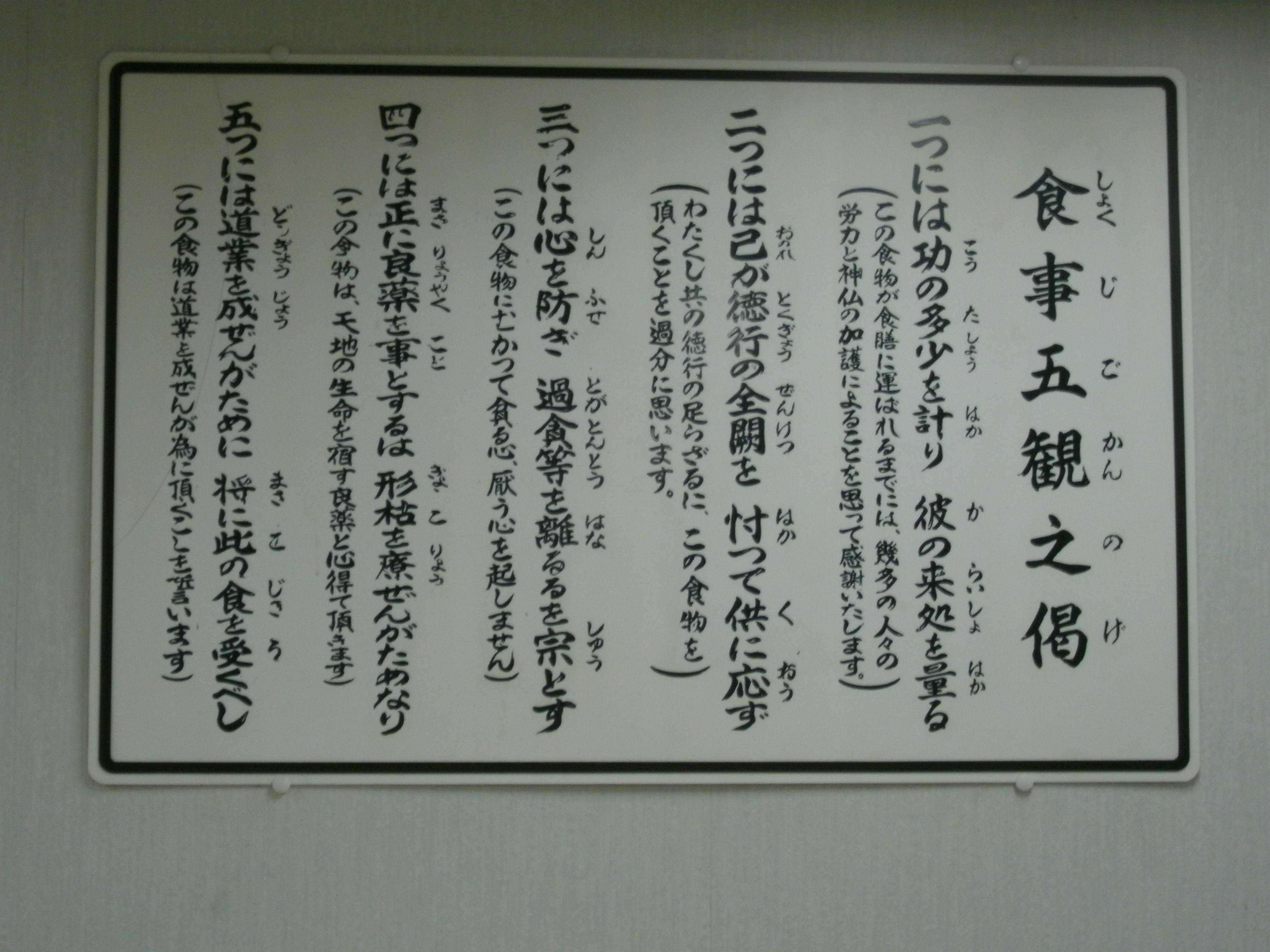
花園大学食堂にある五観の偈、教育現場でも使われている

五観の偈（ごかんのげ）は、主に禅宗において食事の前に唱えられる偈文。唐代の南山律宗の僧、道宣が著した『四分律行事鈔』中の観文を宋代に黄庭堅が僧俗のため訳したもの。道元の著作『赴粥飯法』における引用によって日本で広く知られるようになった。僧侶の食事作法のひとつだが、道徳的普遍性の高い文章であるため禅に限らず多くの分野で引用されている。五観文、食事五観文、食事訓とも。

## 偈文
- 一　計功多少 量彼来処 ： 功の多少を計り彼の来処を量る。
- 二　忖己德行 全缺應供 ： 己が徳行の全欠を忖って供に応ず。
- 三　防心離過 貪等為宗 ： 心を防ぎ過を離るることは貪等を宗とす。
- 四　正事良薬 為療形枯 ： 正に良薬を事とすることは形枯を療ぜんが為なり。
- 五　為成道故 今受此食 ： 成道の為の故に今この食を受く。

（略訳）
- 一、この食事がどうしてできたかを考え、食事が調うまでの多くの人々の働きに感謝をいたします。
- 二、自分の行いが、この食を頂くに価するものであるかどうか反省します。
- 三、心を正しく保ち、あやまった行いを避けるために、貪など三つの過ちを持たないことを誓います。
- 四、食とは良薬なのであり、身体をやしない、正しい健康を得るために頂くのです。
- 五、今この食事を頂くのは、己の道を成し遂げるためです。

### 解釈
宗派によって偈文の読み下しに若干の異同があり、臨済宗、黄檗宗では三句目を「三つには心を防ぎ過貪等を離るるを宗とす」と唱える。「貪等」とは三種の煩悩である「貪・瞋・癡」のいわゆる「三毒」を指す。これらはそれぞれ「貪欲」「怒りや憎しみ」「無知や愚かさ」を意味し、食においてはいたずらに美食や暴食する貪欲、食に嫌悪や不満を発する狭量、食の意義や作法を弁えない愚昧を戒める。
数多くの解釈があるが、曹洞宗の公式な資料としては曹洞宗宗務庁教化部刊行『曹洞宗青年聖典』 の解説、また成立の経緯や、偈文の意図を平易に説明した江戸中期の面山瑞方著『受食五観訓蒙』等がある。
なお、道元の師匠筋にあたる栄西の著した『出家大綱』正治2年（西暦1200年）には別バージョンの五観の偈の記載がある。
- 一観物功多少        （一には物の功の多少を観ぜよ）
- 二観己徳厚薄        （二には己の徳の厚薄を観ぜよ）
- 三観良薬           （三には良薬なることを観ぜよ）
- 四観施主是善知識也   （四には施主は是れ善知識なりと観ぜよ）
- 五観為得道也        （五には道を得んが為なることを観ぜよ）